# Bogomil Nemec
Bogomil Nemec (češko Bohumil Nĕmec), slovenski rimokatoliški duhovnik, župnik v Komnu, žrtev fašističnega nasilja, * 23. december 1868, Chvalenice, † 22. november 1931, Gorica. 

## Življenjepis

### Otroštvo, mladost in prve službe
Dva dni pred božičem leta 1868 se je materi Katarini Simec in očetu Vaclavu Nemcu v Chvalenicah na Češkem kot prvi izmed petih otrok rodil Bogomil Nemec. Imel je štiri brate in sestre – Benedikta, Ruženo, Emanuela in Bedricha – ter vsaj enega polbrata iz očetovega prvega zakona – violinskega virtuoza, skladatelja in direktorja Ruske glasbene družbe v Krakovu Frantiska Nemca (1825–1892). 
Otroštvo je v preživel v domačem kraju. Leta 1883 je vstopil na državno srednjo šolo v Plznu in jo leta 1890 uspešno zaključil. Ker je Avstrijsko primorje konec 19. stoletja pestilo pomanjkanje duhovnikov, je istega leta na povabilo tržaškega škofa Janeza Nepomuka Glavine prišel v Gorico in s sto drugimi češkimi dijaki vstopil v goriško semenišče. Po končanem študiju je bil 15. julija 1894 posvečen v duhovnika.
Najprej je prevzel mesto kaplana v Cerknem, pozneje pa je kot vikar upravljal Pečine, Gabrovico pri Komnu in od leta 1908 Zgonik, kjer je po opravljenem župnijskem izpitu postal župnik. Na tržaškem Krasu je ostal tudi med prvo svetovno vojno, ko je ozemlje postalo neposredno zaledje soške fronte. Leta 1922 je na prošnjo upokojenega komenskega dekana Ignacija Valentinčiča prišel v Komen in bil na praznik farnega zavetnika sv. Jurija umeščen za novega župnika in dekana.

### Službovanje v Komnu
Bogomil Nemec je bil med župljani izjemno priljubljen, saj so ga doživljali kot zavzetega in ponižnega duhovnega pastirja. Ko je sprejel novo službo v Komnu, je goriškemu nadškofu v pismu izrazil globoko doživljanje svojega poslanstva: »Ponižno podpisani se niti od daleč ne čuti sposobnega za to težko službo – posebno v današnjih razmerah. Vendar, če mu Vaša Ekscelenca podeli zaprošeno župnijo, obljublja, zaupajoč v Božjo pomoč, da hoče po svojih revnih močeh pri svojem delovanju imeti pred očmi vedno čast Božjo, prospeh sv. cerkve in večni in časni blagor izročenega ljudstva.« Nadškof Frančišek Borgia Sedej mu je nedvomno zaupal, saj ga je kmalu imenoval še za častnega konzistorialnega svetnika, tj. za svojega svetovalca.
Vodenje komenske župnije je prevzel v težkih razmerah, saj je od podpisa Rapalske pogodbe leta 1920 Primorsko upravljala Italija. Država je, sploh po vzponu fašizma leta 1922, začela z načrtno italijanizacijo. Na slovensko zemljo je naseljevala italijanske kmete, Slovence pošiljala v izgnanstva v oddaljene italijanske pokrajine, ukinjala slovenske kulturne ustanove ter naposled popolnoma prepovedala javno rabo slovenščine in ukinila vsa slovenska društva. 
Osmega januarja 1922 je bil po zaslugi Virgila Ščeka, Ignacija Valentinčiča in Antona Požarja v Sežani obnovljen Zbor svečenikov svetega Pavla, katerega naloga je bila skrb za versko, kulturno in narodno dejavnost med Slovenci v Italiji, ki so v tistem času bili subjekt italijanske raznorodovalne politike.
Ob članstvu v omenjeni organizaciji se je Bogomil Nemec trudil za delovanje Prosvetne zveze, Marijine družbe, pevskih zborov in drugih organizacij v dekaniji. Zavzemal se je tudi za ohranjanje tradicionalnih katoliških vrednost, ki so jih spremenjene družbenopolitične in gospodarske razmere vse bolj ogrožale. V duhu tega prizadevanja je v Komnu leta 1923 potekal Evharistični kongres, na katerem so številne kraške vernike nagovorili pomembni govorniki, kot sta kromberški župnik in skladatelj Vinko Vodopivec ter pozneje umorjeni davški župnik Filip Terčelj iz Šturij.

### Italijanski pritisk
Italijanska vlada je težnjo po vsemogočni fašistični državi usmerila tudi zoper Cerkev. Mlade so načrtno odvračali od verskega življenja, razpustili so katoliške mladinske organizacije ter organizirali sestanke in zabave fašistične mladine v nedeljo dopoldan ali na verske praznike, da se mladi ne bi mogli udeležiti nedeljskega bogoslužja. Nadzorovati so skušali tudi duhovnike, vendar se je goriški škof Frančišek Borgia Sedej pritiskom odločno uprl, sploh ker so od leta 1928 ostale primorske cerkve edini prostor, kjer so Slovenci še lahko slišali materinščino.
Kljub škofovi podpori so prizadevanja dekana Nemca oblast nedvomno motila. Zanj so se začeli zanimati, ko je sredi julija 1930 pred zadnjim potovanjem na Češkoslovaško prosil za izdajo potnega lista, izgovor za odkrit napad nanj pa je bilo javno nasprotovanje plesu, ki ga je na Marijino vnebovzetje leta 1931 v komenskem Dopolavoru pripravila lokalna mladinska fašistična organizacija. Nemec je v nedeljski pridigi farane pozval, naj se plesa ne udeležijo, saj bi z obiskom kršili cerkveno zapoved »Posvečuj zapovedane praznike«.
Besede so bile dovolj odmevne, da je policija konec oktobra sprožila nadzor in ga 31. oktobra poklicala na zaslišanje na goriško kvesturo, češ da deluje proti državi. Najprej so ga izprašali, nato ga fotografirali z vseh strani, mu odvzeli prstne odtise in mu v podpis predložili policijski zapisnik. Ker podatki niso bili točni, se je podpisu uprl, a je v zameno dobil zmerljivke in udarce. Po prestanem ponižanju se je zvečer razburjen vrnil na Kras.

### Smrt in pogreb
Zaradi silnega razburjenja je po prihodu domov bruhnil kri. Ker je bil pri 63 letih že telesno precej šibek, se je njegovo počutje naglo slabšalo, dokler ni naslednjega jutra obležal v postelji. Onemoglega so odpeljali v sanatorij usmiljenih bratov sv. Justa v Gorici, kjer je 22. novembra 1931 umrl.
Dva dni po smrti so pokojnega dekana v Komnu slovesno pokopali kot žrtev fašističnega nasilja. Poklonit se mu je prišlo blizu dva tisoč ljudi z vsega Krasa. Med njimi je bilo tudi šestiinštirideset slovenskih duhovnikov, ki so na pogrebu sklenili, da se bodo uprli fašističnemu poganstvu in bodo vztrajali pri pouku v slovenskem jeziku, tudi če za ceno mučeništva. Obljubo so čez teden dni obnovili na pogrebu tedaj že odstavljenega nadškofa Frančiška Borgie Sedeja na Sveti Gori.